# Chiriac Bucur

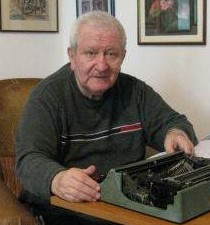
Bucur Chiriac

Chiriac Bucur (n. 1 mai 1932, Buzău, România– d. 8 martie 2016, Buzău, România) poet, publicist, eseist, colecționar de artă, a fost cel de-al 10-lea copil al unei familii de oameni săraci.

## Studii
Studiile primare și gimnaziale au fost încheiate la Buzău, la Școala nr. 10 „Petre și Hrisula Zangopol” din cartierul „Mihai Viteazul” și Gimnaziul unic de pe lângă Liceul Industrial de băieți din Buzău (Colegiul Agricol „Dr. C. Angelescu” din Buzău). În anul 1949 își întrerupe studiile și se angajează normator la SMT Stâlpu, se transferă la GAS Cândești, apoi la GAS Stâlpu și Valea Teancului unde îndeplinește funcția de contabil. În anul 1955 își susține examenele de diferență, putând să-și continuie studiile la Liceul "Andrei Șaguna", din Brașov, unde își ia bacalaureatul, după care devine student la Facultatea de limbă română și istorie a Universității București, cursuri fără frecvență, pe care le întrerupe după absolvirea anului IV. 
Între 1958-1963 frecventează cursurile Facultății de Filologie, Universitatea București, promoția "George Călinescu", avându-i profesori pe cei mai titrați lingviști și critici literari ai limbii și literaturii române precum Tudor Vianu, George Călinescu,  Alexandru Rosetti, Iorgu Iordan, Edgar Papu, Mihail Pop, Zoe Dumitrescu-Bușulenga.

## Cariera
Chiriac Bucur a plecat în cariera sa de la o simplă slujbă de normator, ajungând contabil, iar în timpul serviciului militar (1952-1955), redactor și corespondent permanent al Ziarului „În slujba Patriei”. Între anii 1955-1958 a fost muzeograf principal la Muzeul regional de istorie din Ploiești, sub îndrumarea profesorului emerit Nicolae Simache și în anul 1963 a fost numit diplomat la Ministerul Afacerilor Externe. Cariera de diplomat a continuat-o în calitate de atașat cultural la Ambasada României de la Moscova (1966-1972) și Ministerul Afacerilor Externe. În 1979 este transferat ca instructor principal la Direcția Relațiilor Culturale din Ministerul Culturii și pe urmă revine în Ministerul Afacerilor Externe 1990, ca Secretar I la Direcția Relațiilor Culturale, cu sarcina de a coordona activitatea centrelor culturale ale României din străinătate. Între anii 1993-1996 a fost prim-secretar și atașat cultural la Ambasada României la Sofia, iar din 1996 pensionar.

## Activitate literară
Între anii 1952-1955 publică primele reportaje și versuri în ziarul "În slujba Patriei", unde lucrează în calitate de redactor și corespondent permanent.
Opera literară a lui Chiriac Bucur cuprinde următoarele volume:                                                    
- 1977 -  "Aproape de copilărie",versuri, Editura „Ion Creangă”
- 1982 - "Caii de fum", versuri (tradus și în italiană)
- 1983 - "Zmeele copilăriei", versuri
- 1986 - "Întoarcerea în câmpie", versuri
- 1988 - "Ultimul zăgan", versuri
- 1988 -„Trecător grăbit prin timpul nostru: evocări despre mentorul său, profesorul Nicolae Simache "
- 1991 - "Vitralii", memorialistică
- 1994 - "Statui la Măgura", versuri
- 1994 - „Firul subțire al amintirii", versuri, titlul sugerat de poetul Marin Sorescu
- 1997 - „La marginea cerului", versuri
- 1998 - „Trecător grăbit prin timpul nostru: evocări despre profesorul N. I. Simache”, reeditare
- 2000 - „Clopotele Athos-ului", note de călătorie, cu lansarea la Librăria "Mihail Sadoveanu" din București, Teatrul "George Ciprian" din Buzău, Cafeneaua literar-artistica "Acasă", din Nehoiu, Liceul "Al.Marghiloman" și Biblioteca județeană "Vasile Voiculescu" din Buzău
- 2001 - „Răstigniri", versuri, în colecția "Scriitori buzoieni"
- 2003 - „Anotimpul liniștii”, versuri
- 2004 - „Mai aproape de Dumnezeu”, poeme creștine
- 2007 - „Spovedania unui colecționar de artă”
- 2008 - „Trecător grăbit prin timpul nostru: evocări despre mentorul său, profesorul Nicolae Simache ", reeditare
- 2008 - „Vulturul Ilie”, versuri
- 2009 - „Jertfă pentru înălțare”, versuri;
- 2009 - „Zăpezile din suflet”, versuri
- 2010 - „Cartierul Mihai Viteazul: o minimonografie sentimentală cuprinzând povestiri, amintiri, intimități și mistere dintr-un cartier mărginaș al Buzăului”, (colaborator)
- 2011 - „Amintiri despre apusul zeilor”, proză
- 2013 - „Vitralii”, memorialistică, reeditare

## Alte activități
În aprilie 1996, la sugestia scriitorului Marin Sorescu, înființează Fundația Culturală "Marieta și Chiriac Bucur" ce are ca membrii fondatori pe sculptorii Ion Irimescu, Marcel Guguianu, Mihai Buculei; pictorii Dan Hatmanu, Grigore Vasile, Ion Grigore, Elena Uță Chelaru, Costin Neamțu, Cella Neamțu, Ion Murariu, Teodor Bogoi, Gheorghe Ciobanu; scriitorii Radu Cârneci, Marin Sorescu, Dumitru Tranca, Alecu Ivan Ghilia, Alexandru Oprescu; alte personalități precum criticul Cornel Radu Constantinescu, ambasadorul Valentin Lipatti. Activitățile principale ale fundației sunt: întâlniri, mese rotunde, tipărirea de carți, albume, pliante, expoziții de artă și alte evenimente culturale. 
Cele mai importante realizări sunt editarea volumului de versuri "Răstigniri", în februarie 2001, cu prilejul comemorării a 60 de ani de la moartea poetului Panait Nicolae, văr după mama al poetului Bucur Chiriac, inaugurarea filialei "Panait Nicolae" a Bibliotecii județene, pentru cartierele Poșta și Mihai Viteazul din Buzău, dezvelirea unei plăci comemorative pe casa unde s-a născut omul de litere Panait Nicolae, mare speranță a literelor buzoiene, trecut în lumea umbrelor la numai 24 de ani. 
În 2006, a donat municipiului Buzău o colecție de 250 de tablouri, găzduită în prezent la Muzeul Județean Buzău. Colecția de artă donată de fostul diplomat municipalității este evaluată (neoficial) la aproximativ 1 milion de euro și reunește peste 250 de lucrări (sculptură, pictură, grafică și tapiserie) semnate de nume mari ale artei românești, precum Ciucurencu, Margareta Sterian, Vasile Grigore, Dan Hatmanu, Cella și Constantin Neamțu, Ion Grigore, Ion Murariu, Ion Pacea, Sabin Bălașa, Constantin Piliuță, Alin Gheorghiu și mulți alții. Deosebit de valoroase sunt și volumele donate Bibliotecii Județene, toate (peste 500) purtând dedicații din partea autorilor: Nichita Stănescu, Marin Sorescu, Zaharia Stancu, Fănuș Neagu, Adrian Păunescu, Ioan Alexandru, Ana Blandiana, Grigore Vieru, Ion Lăncrănjan,etc. Alte aproape 700 de cărți importante au mai fost donate de către Bucur Chiriac Școlii din cartierul copilăriei sale, „Mihai Viteazul“ și Fundației „Sf. Sava“.

## Afilieri
- Membru al Uniunea Scriitorilor din România, din 1985
- Membru al Asociației Colecționarilor de Artă din România, din 1991
- Director executiv al Fundației culturale "Marieta și Chiriac Bucur", din 1996

## Premii
- 2006 - Premiul de Excelență al Patrimoniului Românesc
- "Omul anului 2007", declarat de municipiul Buzău  Arhivat în 18 ianuarie 2012, la Wayback Machine.
- Cetățean de onoare al Municipiului Buzău